# Mount Pocono
Mount Pocono est un borough situé au nord de la partie centrale du comté de Monroe, en Pennsylvanie, aux États-Unis,.

## Géographie

### Démographie
En 2010, Mount Pocono comptait une population de 3 170 habitants, estimée au 1er juillet 2020 à 3 226 habitants. Le borough est incorporé en 1927.

### Climat
| Mois                                  | jan.     | fév.     | mars     | avril    | mai     | juin    | jui.    | août    | sep.    | oct.     | nov.     | déc.     | année    |
| ------------------------------------- | -------- | -------- | -------- | -------- | ------- | ------- | ------- | ------- | ------- | -------- | -------- | -------- | -------- |
| Température minimale moyenne (°C)     | −9,4     | −8,4     | −4,4     | 1,3      | 7       | 11,9    | 14,5    | 13,5    | 9,8     | 3,8      | −1,2     | −5,9     | 2,7      |
| Température moyenne (°C)              | −5,2     | −3,8     | 0,4      | 6,9      | 12,8    | 17,3    | 19,9    | 18,9    | 15      | 8,9      | 3,2      | −2,2     | 7,7      |
| Température maximale moyenne (°C)     | −1       | 0,8      | 5,2      | 12,6     | 18,5    | 22,8    | 25,4    | 24,3    | 20,3    | 13,9     | 7,6      | 1,6      | 12,7     |
| Record de froid (°C) date du record   | −37 1912 | −32 1934 | −26 1993 | −18 1908 | −8 1914 | −4 1914 | 1 1909  | −1 1986 | −6 1963 | −11 1917 | −19 2018 | −30 1917 | −37 1912 |
| Record de chaleur (°C) date du record | 21 1950  | 21 2018  | 27 1998  | 31 1976  | 34 1911 | 33 1952 | 39 1911 | 35 1911 | 35 1953 | 32 1927  | 25 1982  | 19 2015  | 39 1911  |
| Précipitations (mm)                   | 75,7     | 62,2     | 97,3     | 107,7    | 103,1   | 119,1   | 120,1   | 117,9   | 142     | 130,8    | 103,6    | 96       | 1 275,6  |
| dont neige (cm)                       | 24,1     | 37,3     | 17,5     | 8,4      | 0       | 0       | 0       | 0       | 0       | 0        | 2,8      | 38,9     | 129      |
| Nombre de jours avec précipitations   | 11,3     | 11,4     | 12,7     | 13,3     | 14,8    | 14,4    | 14,8    | 15,1    | 12,6    | 12,9     | 11,2     | 12,6     | 157      |
| Nombre de jours avec neige            | 7        | 6,5      | 5        | 1,2      | 0       | 0       | 0       | 0       | 0       | 0        | 1,7      | 5,3      | 26,6     |

| Diagramme climatique                                  |             |             |              |            |               |               |               |            |              |              |           |
| J                                                     | F           | M           | A            | M          | J             | J             | A             | S          | O            | N            | D         |
| −1−9,475,7                                            | 0,8−8,462,2 | 5,2−4,497,3 | 12,61,3107,7 | 18,57103,1 | 22,811,9119,1 | 25,414,5120,1 | 24,313,5117,9 | 20,39,8142 | 13,93,8130,8 | 7,6−1,2103,6 | 1,6−5,996 |
| Moyennes : • Temp. maxi et mini °C • Précipitation mm |             |             |              |            |               |               |               |            |              |              |           |